# Elecciones federales de México de 1973 en Baja California
Las Elecciones federales en Baja California de 1973 se llevaron a cabo el domingo 1 de julio de 1973 , y en ellas fueron renovados los titulares de los siguientes cargos de elección popular del estado mexicano de Baja California:
- Diputados Federales de Baja California: 3 Electos por mayoría relativa elegidos en cada uno de los Distritos electorales, mientras otros son elegidos mediante representación proporcional.

## Organización
Las elecciones fueron realizadas por la Comisión Federal Electoral, perteneciente a la Secretaría de Gobernación. En el proceso participaron 4 partidos políticos: el Partido Revolucionario Institucional, el Partido Popular Socialista y el Partido Auténtico de la Revolución Mexicana. Estos últimos participaron en coalición con el PRI para la presidencia de México apoyando a Luis Echeverría Álvarez. El Partido Acción Nacional no registró candidatos a ningún distrito electoral. 
El viernes 27 de abril de 1973 fueron publicadas las candidaturas a la elección federal en el Periódico Oficial de la Federación.

## Candidatos

### Diputaciones

#### Distrito 1
| Cámara de Diputados (México) | Cámara de Diputados (México) | Cámara de Diputados (México) | Cámara de Diputados (México)                | Resultados | Resultados |
| Candidato                    | Candidato                    | Candidato                    | Partido                                     | Votos      | Porcentaje |
| ---------------------------- | ---------------------------- | ---------------------------- | ------------------------------------------- | ---------- | ---------- |
| Federico Martínez Manautou   |                              | Federico Martínez Manautou   | Partido Revolucionario Institucional        | —          | —          |
| Pánfilo Orozco Álvarez       |                              | Pánfilo Orozco Álvarez       | Partido Popular Socialista                  | —          | —          |
| José Pérez Tejeda Gómez      |                              | José Pérez Tejeda Gómez      | Partido Auténtico de la Revolución Mexicana | —          | —          |
| Total de votos válidos       | Total de votos válidos       | Total de votos válidos       | Total de votos válidos                      |            | —          |

#### Distrito 2
| Cámara de Diputados (México) | Cámara de Diputados (México) | Cámara de Diputados (México) | Cámara de Diputados (México)                | Resultados | Resultados |
| Candidato                    | Candidato                    | Candidato                    | Partido                                     | Votos      | Porcentaje |
| ---------------------------- | ---------------------------- | ---------------------------- | ------------------------------------------- | ---------- | ---------- |
| Rafael García Vázquez        |                              | Rafael García Vázquez        | Partido Revolucionario Institucional        | —          | —          |
| Javier Heredia Talavera      |                              | Javier Heredia Talavera      | Partido Popular Socialista                  | —          | —          |
| Miguel Arévalo Cadena        |                              | Miguel Arévalo Cadena        | Partido Auténtico de la Revolución Mexicana | —          | —          |
| Total de votos válidos       | Total de votos válidos       | Total de votos válidos       | Total de votos válidos                      |            | —          |

#### Distrito 3
| Cámara de Diputados (México) | Cámara de Diputados (México) | Cámara de Diputados (México) | Cámara de Diputados (México)                | Resultados | Resultados |
| Candidato                    | Candidato                    | Candidato                    | Partido                                     | Votos      | Porcentaje |
| ---------------------------- | ---------------------------- | ---------------------------- | ------------------------------------------- | ---------- | ---------- |
| Celestino Salcedo Monteón    |                              | Celestino Salcedo Monteón    | Partido Revolucionario Institucional        | —          | —          |
| Sergio Quiroz Miranda        |                              | Sergio Quiroz Miranda        | Partido Popular Socialista                  | —          | —          |
| Teodoro Araiza Núñez         |                              | Teodoro Araiza Núñez         | Partido Auténtico de la Revolución Mexicana | —          | —          |
| Total de votos válidos       | Total de votos válidos       | Total de votos válidos       | Total de votos válidos                      |            | —          |